# Ernst Heinrich Landrock

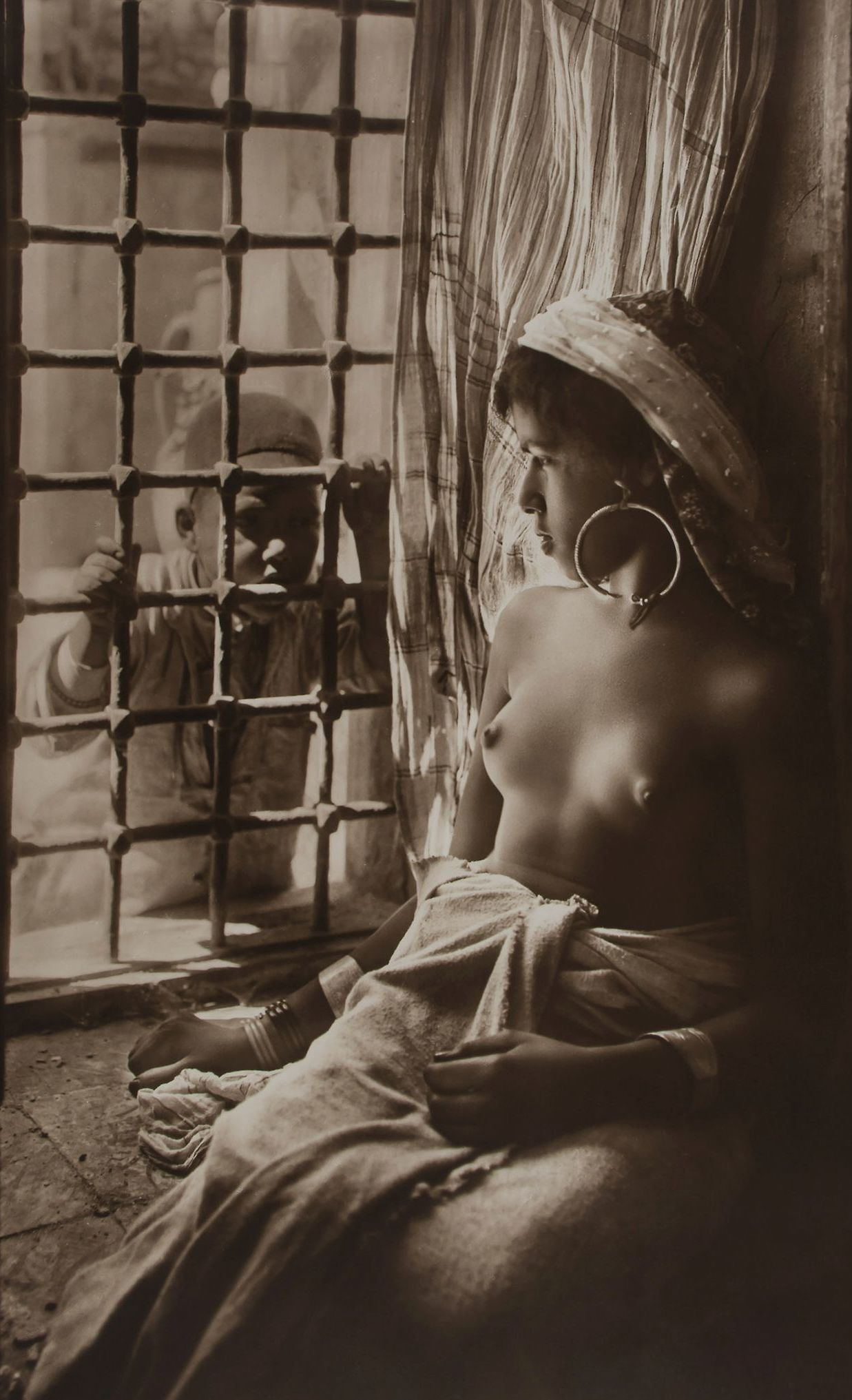
Aktfoto von Lehnert und Landrock (um 1910)

Ernst Heinrich Landrock (geboren 4. August 1878 in Reinsdorf (Sachsen); gestorben 30. April 1966 in Kreuzlingen) war ein deutscher Fotograf, der in Tunis, Leipzig und Kairo wirkte.
Er ist für seine Arbeiten zusammen mit Rudolf Franz Lehnert bekannt, die unter „Lehnert & Landrock“ erschienen.